# Rakieta do squasha

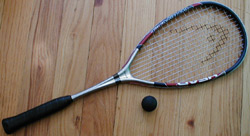
Squash rakieta i piłka

Rakieta do squasha – przyrząd do gry w squasha. Trzonek i pętla wypełniona nylonowym (zazwyczaj) naciągiem, służy do odbijania piłki. Rakiety można podzielić ze względu na: wagę, balans, powierzchni główki, materiału z którego jest wykonana rakieta. 
Najczęściej zbudowana z aluminium, stopu aluminium, kompozyt grafitowy, włókna węglowego.